# 红庙子街道
红庙子街道，是中华人民共和国新疆维吾尔自治区乌鲁木齐市沙依巴克区下辖的一个乡镇级行政单位。

## 行政区划
红庙子街道下辖以下地区：
嘉和园社区、新通社区、金泰社区、天海社区、泰秀社区、汇珊园社区和汇芙园社区。